# Hypostominae
Sous-famille
Les Hypostominae forment une sous-famille de poissons-chats de la famille des Loricariidae.

## Liste des genres
Selon FishBase (21 janvier 2018) :
- Andeancistrus Lujan et al., 2015
- Aphanotorulus Isbrücker & Nijssen, 1983
- Corymbophanes Eigenmann, 1909
- Cryptancistrus Fisch-Muller, Mol & Covain, 2018
- Etsaputu Lujan, Armbruster & Rengifo, 2011
- Guyanancistrus Isbrücker, 2001
- Hypostomus Lacepède, 1803
- Isorineloricaria Isbrücker, 1980
- Leptoancistrus Meek & Hildebrand, 1916
- Peckoltia Miranda Ribeiro, 1912
- Pogonopoma Regan, 1904
- Pseudorinelepis Bleeker, 1862
- Pterygoplichthys Gill, 1858
- Rhinelepis Agassiz, 1829
- Squaliforma Isbrücker & Michels, 2001
- Transancistrus Lujan et al., 2015